# Gare de Furuichi (Osaka)
Ne doit pas être confondu avec la gare de Furuichi située à Tamba-Sasayama
La gare de Furuichi (古市駅, Furuichi-eki) est une gare ferroviaire située à Habikino, dans la préfecture d'Osaka au Japon. Elle est exploitée par la compagnie Kintetsu.

## Situation ferroviaire
La gare est située au point kilométrique (PK) 18,3 de la ligne Minami Osaka. Elle marque le début de la ligne Nagano.

## Histoire
La gare a été inaugurée le 24 mars 1898.

## Service des voyageurs

### Accueil
La gare dispose d'un bâtiment voyageurs ouvert tous les jours, avec des guichets et des automates pour l'achat de titres de transport.

### Dispositions des quais
- Ligne Minami Osaka:
  - voies 1 et 2 : direction Shakudo, Kashiharajingu-mae et Yoshino
  - voies 3 et 4 : direction Osaka-Abenobashi
- Ligne Nagano :
  - voies 1 et 2 : direction Kawachinagano

## Dans les environs
- Sairin-ji
- Site archéologique de Konda Hakuchō